# Mikan – pomarańczowy kot
Mikan – pomarańczowy kot (tytuły alternatywne: Mikan lub też Ilustrowany pamiętnik Mikana (jap. みかん絵日記 Mikan e-nikki; ang. Mikan’s Picture Diary) – japoński serial animowany z 1992 roku wyprodukowany przez wytwórnię Nippon Animation zrealizowany na podstawie komiksu Abiko Miwa pod tym samym tytułem. Serial anime składał się z 31 odcinków.

## Fabuła
Serial opowiada o przygodach kota imieniem Mikan (kiedyś miał na imię Tom), który po śmierci dziadka uciekł z wioski i pobiegł do miasta, gdzie mieszka Tom Kusanagi, syn państwa Kusanagi. Chłopiec wracając ze szkoły spotyka dziwnego pomarańczowego kota i postanawia zabrać go do domu. Jak się później okazuje, Mikan potrafi mówić ludzkim głosem i… przejawia niemałą skłonność do napojów wyskokowych, co staje się przyczyną wielu zabawnych zdarzeń.

## Postacie

### Rodzina Kusanagi
Mikan Kusanagi (jap. 草凪 みかん Kusanagi Mikan)
Głos: Elżbieta Jędrzejewska (wersja polska); Tarako (wersja oryginalna)
Tytułowy bohater jest pomarańczowym kotem, umiejącym mówić i chodzić na dwóch tylnych łapach jak człowiek. Jako kociak został porzucony ze swoim rodzeństwem na wiejskiej drodze, a następnie adoptowany przez starszego mężczyznę o imieniu Tatsuzō, który dał mu na imię Tom (jap. トム Tomu) (po kocie z kreskówki Tom i Jerry). Po śmierci "dziadka" na niewspomnianą chorobę, Tom musiał opuścić dom z powodu sąsiadów, którzy nie potrafili zaakceptować niezwykłego, "demonicznego" kota, choć zaprzyjaźniona z Tatsuzō starsza kobieta - Toyo - miała się nim zaopiekować. Kot zaczął błądzić bez celu, ukrywając swoje zdolności (chociaż czasami mówił sam do siebie i chodził na dwóch łapach, gdy myślał, że jest sam). Pewnego dnia spotkał chłopca o tym samym imieniu, Toma Kusanagi. Postanowił iść za nim, aż dotarł do domu państwa Kusanagi. Rodzina postanowiła adoptować kota, zaś Tom nadał mu imię Mikan ("pomarańcza" w języku japońskim), z uwagi na kolor jego futra.
Rodzina wkrótce odkryła, że Mikan nie jest zwykłym kotem: potrafi mówić i chodzić na dwóch tylnych łapach. Jako pierwszy odkrył to Tom Kusanagi, który uznał za podejrzany fakt, iż Mikan najczęściej czuje się źle rano i nie chce jeść śniadania w tym samym czasie, kiedy malała ilość sake w słoiku w kuchni. Okazało się, że Mikan zakradał się tam w środku nocy i pił alkohol, podczas gdy cała rodzina spała. Później Tom namówił Mikana, aby wyjawił jego rodzicom swoje zdolności, ponieważ nie chciał dłużej ukrywać tego przed nimi i okłamywać ich w niektórych sytuacjach. Mikan początkowo nie był przychylny temu pomysłowi, ponieważ wcześniej ludzie generalnie nie odbierali pozytywnie jego zdolności, ale ostatecznie postanowił spróbować. Na szczęście rodzina Kusanagi bez problemów przyjęła tę informację, uznając kota za członka rodziny, chociaż wciąż woleli dla bezpieczeństwa trzymać sekret Mikana w tajemnicy przed innymi ludźmi.
Później Mikan zaprzyjaźnił się z kotami z okolicy i przeżył z nimi wiele przygód. "Poślubił" kotkę o imieniu Kirri i miał z nią czwórkę kociąt. Jedno z nich, Jonatan, który został adoptowany przez rodzinę Kusanagi, również nauczył się mówić, jak jego ojciec.
Tom Kusanagi (jap. 草凪 吐夢 Kusanagi Tomu)
Głos: Paweł Iwanicki (wersja polska); Akiko Hiramatsu (wersja oryginalna)
Jedyny biologiczny syn rodziny Kusanagi oraz przyszywany brat Mikana. Ma 11 lat i w momencie rozpoczęcia historii chodzi do piątej klasy Szkoły Podstawowej w Yozakura. To właśnie Tom kupił Mikanowi pamiętnik, w którym mógł odrabiać swoją "pracę domową" - opisywać swoje codzienne życie przy użyciu słów i rysunków, co miało odciągnąć kota od jego własnych zadań domowych do szkoły. Często wdaje się w kłótnie z Mikanem, ale są dobrymi przyjaciółmi i "braćmi".
Tōjirō Kusanagi (jap. 草凪 藤治郎 Kusanagi Tōjirō)
Głos: Artur Kaczmarski (wersja polska); Kenichi Ono (wersja oryginalna)
37-letni ojciec Toma, pracujący jako inżynier komputerowy. Początkowo nie chciał w domu Mikana, twierdząc, iż zgodziłby się tylko na adopcję psa. Szybko jednak stał się kochającym ojcem, który zarówno Tomowi jak i Mikanowi udziela bezcennych lekcji o życiu i miłości.
Kikuko Kusanagi (jap. 草凪 菊子 Kusanagi Kikuko)
Głos: Elżbieta Bednarek (wersja polska); Sumi Shimamoto (wersja oryginalna)
34-letnia matka Toma, z domu Matsuzawa. Typowa matka zajmująca się domem. Opiekuje się całą rodziną, dla której codzienne czynności okazały się zbyt trudne, kiedy ona sama musiała wyjechać na kilka dni do chorej matki. Ma lęk wysokości. W mandze pojawia się informacja, iż Kikuko urodziła również dziewczynkę, chociaż ani wcześniej ani później nie było żadnego kolejnego wspomnienia o ewentualnej córce państwa Kusanagi.
Jonatan Kusanagi (później Jonatan Tanabe) (jap. 田辺 りんご Tanabe Ringo)
Głos: Izabela Dąbrowska (wersja polska); Etsuko Kozakura (wersja oryginalna)
Syn Kirri i Mikana. W polskiej wersji językowej nazwany Jonatan (jedna z odmian jabłek) z powodu swojego czerwonego futra. W oryginale otrzymał on na imię Ringo (co oznacza "jabłko" w języku japońskim), zaś jako kociak nazywany był zdrobniale Koringo (jap. こりんご) ("jabłuszko"). Jest jedynym dzieckiem Mikana, które zostało adoptowane przez państwa Kusanagi. W wersji anime trójka jego braci pozostała wraz z matką w domu doktora Inagaki, zaś w mandze zostali oni wydani innym ludziom. Jonatan nieoczekiwanie również nauczył się mówić, co ogromnie zaskoczyło rodzinę Kusanagi, a początkowo powodowało drobne problemy.
W mandze przedstawiona została historia, w której w podobnym czasie kiedy Jonatan nauczył się mówić, Mikan z nieznanych przyczyn stracił swoją zdolność rozmawiania z ludźmi. Dawid, najlepszy przyjaciel Toma, uznał, iż być może na świecie może być w tym samym czasie tylko jeden mówiący kot, co załamało Mikana. Po pewnym czasie kot odzyskał jednak swoją zdolność mówienia. Później na łamach mangi Jonatan przeprowadził się do Yukio Tanabe, samotnej staruszki, którą on i jego dziewczyna - Kyara - uwielbiali.

### Inne koty i psy
Czarnołatek (jap. クロブチ Kurobuchi)
Głos: Sławomir Pacek (wersja polska); Katsumi Suzuki (wersja oryginalna)
Jego imię jest bezpośrednim nawiązaniem do jego ubarwienia futra. Najbardziej dowcipny członek gangu i najlepszy zwierzęcy przyjaciel Mikana. Początkowo był pół-bezdomnym kotem (dostawał jedzenie od czterech różnych rodzin), ale później został adoptowany przez właściciela kawiarni "Runon" i został jej główną atrakcją, ponieważ wyglądał podobnie jak jej właściciel. Romantyk, łatwo zakochujący się w kotkach. Jego największą miłością jest Hana. Na łamach mangi, po wielu przeszkodach "żeni się" z Haną i ma z nią wiele kociąt. Jedna z jego córek wygląda identycznie jak on.
Korek (jap. 牡丹 Botan)
Głos: Wojciech Paszkowski (wersja polska); Masahiro Anzai (wersja oryginalna)
Kot perski. W oryginale jego imię oznacza "piwonię drzewiastą", ale również "mięso z dzika", prawdopodobnie ponieważ jest największym i najcięższym kotem w tej historii, ważącym 13 kilogramów. Uwielbia swoją właścicielkę Yayoi, ale nie cierpi jej chłopaka (później w mandze również męża) – Yukihiko. Znęca się nad nim, kiedy tylko nadarza mu się okazja. Na łamach mangi zaczyna chodzić na randki z kotką Morri, bez względu na fakt, iż jest wykastrowany.
Karma (jap. カルマ Karuma)
Głos: Jacek Kopczyński (wersja polska); Hiro Yūki (wersja oryginalna)
Nieśmiały kot syjamski. W mandze przedstawiony był jako kot, który przypadkowo oddawał mocz w miejscach do tego nieprzeznaczonych, przez co jego właściciel za karę zamykał go na klucz. To z kolei budziło w Karmie poczucie, że nie jest kochany przez swoich właścicieli. Okazało się to nieprawdą, gdy jego rodzina w pośpiechu wróciła z wakacji, kiedy w ich domu przebywał złodziej rasowych kotów. Dzięki pomocy Mikana i przyjaciół, Karma uniknął kradzieży i zjednoczył się ze swoją rodziną. Z powodu swojej krótkiej sierści nie lubi zimy.
Brzoskwiniro Ōhashi (później Brzoskwiniro Inagaki) (jap. 稲垣 桃治郎 Inagaki Momojirō)
Głos: January Brunov (wersja polska); Chō (wersja oryginalna)
Jako szczeniak był wychowywany przez kotkę i dorastał z kotami. Z tego powodu, w przeciwieństwie do innych psów, uwielbia koty. Znajduje się pod opieką doktora Inagaki, podczas gdy jego właściciel i przyjaciel doktora - pan Ōhashi pracuje w Australii. Bliski przyjaciel Mikana, który uwalniał go ze smyczy i chodził się z nim bawić. Pewnego razu, gdy Mikan spał po zabawie, Brzoskwiniro postanowił udać się w długą podróż do Tokio, aby spotkać się z jego właścicielami, mającymi przyjechać do Japonii. Na wieść o zaginięciu psa, Mikan wezwał wszystkie pobliskie koty do wspólnego poszukiwania przyjaciela. Brzoskwiniro postanowił jednak wrócić do doktora i po drodze spotkał poszukujących go przyjaciół. Na łamach mangi zostaje później oficjalnie adoptowany przez doktora Inagaki.
Taro (jap. チビタロウ Chibitarō)
Głos: Agata Gawrońska (wersja polska); Junko Asami (wersja oryginalna)
Steponas Eugene Rudolfo Starofus (jap. ステファン・オージーヌ・ロドルグスキー Sutefan Ōjīn Rodorugusukī), nazywany w skrócie Taro przez inne koty. Kot rosyjski niebieski. Mieszka z bogatą panią Yokotą i otrzymuje luksusowe posiłki, ale rzadko udaje mu się wyjść z domu, aby bawić się z przyjaciółmi. Pewnego razu Taro dzięki Mikanowi uciekł z domu, aby móc pobawić się na śniegu.
Kenzō (jap. 賢三 Kenzō)
Głos: Artur Kaczmarski (wersja polska); Megumi Tano (wersja oryginalna)
Najlepszy przyjaciel Korka, mieszka w sklepie rybnym. Jest świetny w polowaniu na myszy (w przeciwieństwie do Korka), ponieważ dorastał na farmie. Honorowy kot, dotrzymujący słowa.
Kirri (jap. キリー Kirī)
Głos: Małgorzata Puzio (wersja polska); Naoko Matsui (wersja oryginalna)
Krótko po urodzeniu została porzucona na ulicy wraz ze swoją siostrą-bliźniaczką - Morri. Zostały znalezione przez Brzoskwinira, a do czasu znalezienia nowych właścicieli miał nimi opiekować się doktor Inagaki, który przedstawiał siebie jako osobę nielubiącą zwierząt. Wszelkie próby znalezienia nowych rodzin dla kociąt jednak nie powiodły się, nawet pomimo pomocy Mikana, który chodził po mieście z plakatami i balonami zawieszonymi na jego ogonie. Zmartwiona tym faktem była rodzina Kusanagi, która podjęła decyzję o adopcji obu kotek. Doktor Inagaki zmienił jednak zdanie i postanowił zostawić rodzeństwo u siebie. Kirri nosi czerwoną obróżkę, która pomaga rozróżnić ją od nieco grubszej siostry. Już jako dorosła, Kirri "poślubiła" Mikana i miała z nim czwórkę kociąt, m.in. Jonatana.
Morri (jap. モリー Morī)
Głos: Elżbieta Bednarek (wersja polska); Yōko Kawanami (wersja oryginalna)
Siostra-bliźniaczka Kirri, znaleziona przez Brzoskwinira i adoptowana przez doktora Inagaki. Nosi żółtą obróżkę, która pomaga rozróżnić ją od nieco chudszej siostry. Na łamach mangi, Morri (już jako dorosła kotka) chodzi na randki z Korkiem, pomimo faktu iż jest on wykastrowany.
Hana (jap. 華 Hana)
Głos: Małgorzata Puzio (wersja polska); Miyuki Matsushita (wersja oryginalna)
Siostra Korka, mniejsza i chudsza od swojego brata. W mandze jej właścicielką jest restrykcyjna kobieta, która szuka dla swojej kotki partnera w postaci innego kota perskiego z rodowodem i stanowczo odrzuca jej prawdziwą miłość, Czarnołatka. Pomimo wielu przeciwności, Hana postanowiła uciec i potajemnie "poślubić" Czarnołatka. Później wróciła do swojej właścicielki i wzajemnie wybaczyły sobie poprzednie spory. Ma kocięta z Czarnołatkiem.
Jerry (jap. ジェリー Jerī)
Głos: Brygida Turowska-Szymczak (wersja polska); Chika Sakamoto (wersja oryginalna)
Brat Mikana, którym również opiekował się dziadek Tatsuzō dopóki nie został wydany. Otrzymał imię po myszy z kreskówki Tom i Jerry. Po latach Mikan spotyka swojego brata, który żyje na wolności i błąka się z miasta do miasta. Nie wiadomo, co się stało i dlaczego nie mieszka dalej ze swoją rodziną adopcyjną. Jerry kradnie pozytywkę babci Toma z melodią piosenki śpiewanej przez Tatsuzō, ale po wielu prośbach Mikana, zwraca ją właścicielce. Następnie kot postanawia opuścić miasto. Nie chce mieszkać z Mikanem, ponieważ twierdzi, iż nie potrafi żyć z ludźmi i styl kota włóczęgi najlepiej mu odpowiada.

### Szkoła Podstawowa w Yozakura
Dawid Kusuki (jap. 楠木 世良 Kusuki Sera)
Głos: Jacek Kopczyński (wersja polska); Kazue Ikura (wersja oryginalna)
Ekscentryczny, trochę samolubny i pełen energii uczeń, który wraz z rodziną przeprowadził się do miasta Yozakura. Bliski przyjaciel Toma i Mikana, który jednak ma inne podejście do życia - jeśli wie, że czegoś nie będzie w stanie zrobić, to tego nie robi (w przeciwieństwie do Toma, który przynajmniej by spróbował). Na łamach mangi, podczas grania w gry wideo Dawid przypadkowo odkrył, że Mikan umie mówić. Kot i Tom mogą jednak na niego liczyć, bo Dawid ze swojej samolubnej natury nikomu nie zdradzi sekretu Mikana. W mandze staje się również właścicielem kotki o imieniu Kyara, która później zostaje dziewczyną Jonatana.
Kyōko Tachibana (jap. 立花 杏子 Tachibana Kyōko)
Głos: Agnieszka Kunikowska (wersja polska); Junko Asami (wersja oryginalna)
Przyjaciółka Toma, który jest w niej zakochany. Kyōko kocha koty i sama chciałaby mieć jednego w domu, ale mieszka z rodzicami w bloku, w którym nie ma warunków dla zwierząt. W mandze rodzina Kyōko ostatecznie przeprowadziła się do własnego domu i adoptowali kotkę rasy himalayan i nazwali ją Stella.
Shizuyo Okuda (jap. 奥田 しづよ Okuda Shizuyo)
Głos: Beata Łuczak (wersja polska); Chisa Yokoyama (wersja oryginalna)
Najlepsza przyjaciółka Kyōko. Jej ojciec jest właścicielem kawiarni. Z czasem Shizuyo staje się właścicielką Czarnołatka.
Pan Hayashida (jap. 林田先生 Hayashida-sensei)
Głos: January Brunov (wersja polska); Katsumi Suzuki (wersja oryginalna)
Nauczyciel w szkole Toma. Z powodu wybryków Mikana, Tom wielokrotnie ma problemy z panem Hayashida.

### Pozostałe postacie
Taizō Inagaki (jap. 稲垣 大造 Inagaki Taizō)
Głos: Andrzej Arciszewski (wersja polska); Takkō Ishimori (wersja oryginalna)
55-letni lekarz pracujący we własnej klinice. Przedstawiał siebie jako osobę nieznoszącą zwierząt, chociaż podjął się opieki nad Brzoskwinirem dla swojego przyjaciela, pana Ōhashi, który musiał wyjechać do Australii. Później dowiadujemy się, że w dzieciństwie uwielbiał zwierzęta, ale ponieważ w tamtych czasach nie istniały metody antykoncepcyjne dla zwierząt, jego rodzina nie mogła zostawiać szczeniąt i kociąt, porzucając je na ulicy. To doprowadziło do jego "niechęci" do zwierząt. Ostatecznie doktor Inagaki adoptował dwie kotki - Kirri i Morri. Na łamach mangi poprosił również pana Ōhashi, aby Brzoskiwiniro mógł z nim zostać na stałe, co udowadnia jego prawdziwe uczucia do zwierząt.
Osu (jap. お清 Osu)
Głos: Irena Malarczyk (wersja polska); Atsuko Mine (wersja oryginalna)
Gospodyni domowa pomagająca doktorowi Inagaki. W mandze została później jego żoną.
Pan Ōhashi (jap. 大橋 Ōhashi)
Głos: Wojciech Paszkowski (wersja polska); Eken Mine (wersja oryginalna)
Pierwotny właściciel Brzoskwinira i najlepszy przyjaciel doktora Inagaki. Oddał swojego psa pod opiekę doktora z powodu wyjazdu do pracy w Melbourne w Australii. Na łamach mangi, kiedy wraz z żoną wrócili do Japonii, przywieźli ze sobą kolejnego psa. Chcieli go zabrać wspólnie z Brzoskiwinirem do Australii. Doktor Inagaki stwierdził jednak, że może zaopiekować się Brzoskiwinirem na stałe, ponieważ go polubił, zaś dwa psy mogłyby być zbyt dużym problemem dla starszej pary. Po małej kłótni, pan Ōhashi zgodził się, aby doktor Inagaki zatrzymał Brzoskwinira na stałe.
Yayoi Fujiwara, później Yayoi Sasamori (jap. 笹森 弥生 Sasamori Yayoi)
Głos: Iwona Rulewicz (wersja polska); Yoshino Takamori (wersja oryginalna)
Miła, 26-letnia pielęgniarka pracująca w klinice doktora Inagaki, właścicielka Korka. Spotyka się z Yukihiko Sasamori, za którym nie przepada jej zazdrosny kot. Na łamach mangi, Yayoi i Yukihiko ostatecznie zostają małżeństwem i mają syna.
Yukihiko Sasamori (jap. 笹森 由起彦 Sasamori Yukihiko)
Głos: Wojciech Paszkowski (wersja polska); Hikaru Midorikawa (wersja oryginalna)
24-letni student, chłopak Yayoi. Boi się kotów z powodu złych wydarzeń z nimi związanych, które przytrafiły mu się w przeszłości. W dodatku był atakowany przez Korka, zazdrosnego o swoją właścicielkę. Z "pomocą" Mikana i jego przyjaciół, Yukihiko zaczął oswajać się do życia z kotami. W Mandze żeni się z Yayoi i ma z nią syna.
Tatsuzō (jap. タツゾウ Tatsuzō)
Głos: Włodzimierz Bednarski (wersja polska); Minoru Yada (wersja oryginalna)
Starszy mężczyzna, który znalazł porzuconą trójkę kociąt na wiejskiej drodze w chłodny zimowy dzień. W mandze nie udało mu się uratować jednego z kociąt, ale w anime zrezygnowano z tego pomysłu. Tatsuzō zaopiekował się kociętami, dając kocurkom na imię Tom i Jerry (po bohaterach z kreskówki o tym samym tytule), zaś kotce (która w wersji komiksowej nie przeżyła) – Mary. Później Jerry i Mary zostały wydane do nowych rodzin, zaś Tom ostatecznie pozostał z "dziadkiem" Tatsuzō. Pewnego dnia zauważył on, że Tom stara się wymówić ludzkie słowa, aby się z nim porozumieć. Tatsuzō zaczął uczyć Toma ludzkiego języka, ale zawsze ostrzegał go, aby nie mówił przy obcych. Tom żył wspólnie z Tatsuzō aż do jego śmierci na niewspomnianą chorobę. Musiał opuścić wioskę, ponieważ dzieci Tatsuzō nie były w stanie zaakceptować mówiącego, "demonicznego" kota, zaś on sam wiedział, że "dziadek" już nie wróci. Choć od tych wydarzeń minęło kilka lat, Mikan nigdy nie zapomniał szczęśliwych chwil życia wspólnie z Tatsuzō.
Toyo (jap. おトヨ Otoyo)
Głos: Joanna Orzeszkowska (wersja polska); Reiko Suzuki (wersja oryginalna)
Przyjaciółka Tatsuzō, chodzili do tej samej klasy w szkole podstawowej. Obiecała zaopiekować się Tomem po jego śmierci, ale kot uciekł z wioski.
Fumie Matsuzawa (jap. 松沢 文江 Matsuzawa Fumie)
Głos: Joanna Orzeszkowska (wersja polska); Hisako Kyōda (wersja oryginalna)
Owdowiała matka Kikuko, babcia Toma. Chciała, aby jej córka odziedziczyła interes rodzinny i była przeciwko jej związkowi z Tōjirō, ponieważ nie zgadzał się on na przyjęcie ich nazwiska i biznesu z powodu swoich własnych zamiłowań. Ostatecznie, nie mogła ona zrobić nic innego, jak poprzeć małżeństwo córki. Marzyła, aby mieć wnuczkę, która mogłaby przejąć rodzinny biznes w przyszłości.

### Postacie występujące tylko w mandze
Shinnosuke Kusanagi (jap. 草凪 信之介 Kusanagi Shinnosuke)
Ojciec Tōjirō, dziadek Toma.
Ikaho Kusanagi (jap. 草凪 伊香保 Kusanagi Ikaho)
Matka Tōjirō, babcia Toma. Mikan opisał ją jako "żeński Kintarō".
Shūichirō Kusanagi (jap. 草凪 柊一郎 Kusanagi Shūichirō)
Brat Tōjirō. Udzielał mu rad, kiedy jego związek z Kikuko przeżywał kryzys z powodu jej matki.
Midoriha Seno (jap. 瀬野 翠葉 Seno Midoriha)
Kuzynka Kyōko, przyjaciółka Dawida z przedszkola, który był w niej zakochany. Rodzaj "chłopczycy", bardzo podobna do Toma, co mogło wyjaśniać dlaczego Dawid tak bardzo go polubił od początku przyjazdu do jego miasta. Mikan nawet żartował, iż Dawid przytula Toma, kiedy tak naprawdę była to Midoriha. Kiedy wróciła do Japonii, jej rodzina była pogrążona w kryzysie z powodu trwającego rozwodu, zaś ponowne spotkanie Dawida było dla niej jedyną pociechą. Później Midoriha wróciła do Australii wraz z matką i ojczymem, ale wciąż wysyłała listy do Dawida z wzajemnością.
Yukio Tanabe (jap. 田辺 雪緒 Tanabe Yukio)
Samotna starsza wdowa, którą uwielbiał Jonatan. On i jego dziewczyna Kyara często przychodzili na jej podwórko. Ostatecznie syn Mikana podjął decyzję o przeprowadzce do pani Tanabe, kiedy miała gorączkę. Pani Tanabe i Dawid są jedynymi osobami w mieście (oprócz rodziny Kusanagi), które wiedzą o zdolnościach Mikana i Jonatana.
Kaoru Ōsumi (jap. 大澄 かおる Ōsumi Kaoru)
Nierozgarnięta, chłopięca młoda kobieta, która pracowała w klinice doktora Inagaki, kiedy Yayoi była w ciąży. Utrata przyjaciela z powodu choroby była jej motywacją do zostania pielęgniarką.
Kyara (jap. 伽羅 Kyara)
Abisyńska kotka Dawida. Początkowo była irytowana przez gang Mikana, który poszukiwał przyjaciela dla Jonatana w jego wieku. Później Kyara stała się bardziej sympatyczna i została dziewczyną Jonatana. Wcześniej spotykał się on tylko z "dorosłymi" kolegami jego ojca. Kyara i Jonatan później pokłócili się i nie rozmawiali ze sobą z powodu nieudanego nawiązania znajomości ze Stellą, ale po niedługim czasie pogodzili się.
Stella (jap. ステラ Sutera)
Kotka rasy himalayan Kyōko. Została adoptowana, kiedy rodzina Kyōko przeprowadziła się do własnego domu. Początkowo była nieufna wobec Jonatana i Kyary, kiedy Tom, Dawid i Kyōko próbowali ich ze sobą zapoznać, co doprowadziło do kłótni między kociakami (Kyara miała dosyć wrogiej wobec nich Stelli, zaś Jonatan chciał spróbować się z nią dogadać). Później cała trójka stanowiła grono dobrych przyjaciół.
Umejirō (jap. 梅治郎 Umejirō)
Szczeniak, którego pan Ōhashi wziął ze sobą do Japonii, kiedy przyjechał zabrać Brzoskwinira do Australii.
Leila (jap. レイラ Reira)
"Żona" Brzoskwinira. Poznała go, kiedy był na wspólnym spacerze z Mikanem. Mają szczenięta.
Ghee (jap. ギー Gī)
Stary, porzucony i żyjący na ulicy kot. Kiedy Mikan po raz pierwszy go spotkał, Ghee leżał na murku w oczekiwaniu na powrót swojego właściciela, który nigdy nie wrócił. Kiedy nastała zima, rodzina Kusanagi postanowiło wziąć go do siebie i zaopiekować się nim. Ponieważ w przeszłości był kotem domowym, Ghee nie sprawiał żadnych problemów. Jego przedwczesna śmierć była szokiem dla całej rodziny Kusanagi, która go pokochała i uświadomiła sobie, że któregoś dnia przyjdzie im zobaczyć śmierć ich własnego kota, Mikana.
Toratora i Shimashima (jap. とらとら・しましま Toratora ・ Shimashima)
Bracia, Pręgowane koty żyjące w sąsiedztwie pani Tanabe, nazwane z powodu ich ubarwienia futra. Zostali przyjaciółmi Jonatana, kiedy ten przeprowadził się do pani Tanabe.
Manmaru (jap. まんまる Manmaru)
Matka Toratory and Shimashimy.
Kisaburō (jap. キサブロー Kisaburō)
Nerwowy młody kot, który wyzwał Jonatana na pojedynek, aby mu udowodnić kto jest lepszy w walce. Pewnego dnia walczył i został doszczętnie pobity przez ulicznego kota. Na jego szczęście, przybył Jonatan i osłonił go przed atakami. Po tym wydarzeniu, Kisaburō zaczął traktować Jonatana jak swojego brata.
Mugi (jap. 麦 Mugi)
Uliczna kotka, która próbowała zdobyć pożywienie dla swoich kociąt. Została uratowana wraz ze swoimi dziećmi przez rodzinę Kusanagi i gang Mikana. Później Mugi i wszystkie jej kocięta znalazły nowych opiekunów.

## Lista odcinków
| Nr | Premiera w Japonii | Premiera w Polsce | Tytuł polski                | Tytuł japoński                          |
| -- | ------------------ | ----------------- | --------------------------- | --------------------------------------- |
|    |                    |                   |                             |                                         |
| 01 | 16.10.1992         | 14.05.1998        | Mikan znajduje dom          | Mikan-ga ie-ni yattekita                |
|    |                    |                   |                             |                                         |
| 02 | 23.10.1992         | 15.05.1998        | Dlaczego Mikan mówi         | Mikan-ga hanaseru wake                  |
|    |                    |                   |                             |                                         |
| 03 | 30.10.1992         | 18.05.1998        | Mikan znika                 | Inakunatta Mikan                        |
|    |                    |                   |                             |                                         |
| 04 | 06.11.1992         | 19.05.1998        | Druga rodzina               | Mōhitori no kazoku                      |
|    |                    |                   |                             |                                         |
| 05 | 13.11.1992         | 20.05.1998        | Praca domowa Mikana         | Mikan-no shukudai                       |
|    |                    |                   |                             |                                         |
| 06 | 20.11.1992         | 21.05.1998        | Doktor spod wzgórza         | Saka-no shita-ni sumi sensei            |
|    |                    |                   |                             |                                         |
| 07 | 27.11.1992         | 22.05.1998        | Nauka w domu                | Ouchi-de benkyōkai                      |
|    |                    |                   |                             |                                         |
| 08 | 11.12.1992         | 25.05.1998        | Pierwsza miłość Mikana      | Mikan-no hatsukoi                       |
|    |                    |                   |                             |                                         |
| 09 | 18.12.1992         | 26.05.1998        | Fajny prezent gwiazdkowy    | Suteki-na kurisumasu                    |
|    |                    |                   |                             |                                         |
| 10 | 25.12.1992         | 27.05.1998        | Loteryjna gorączka          | Osawagase-no fukubiki                   |
|    |                    |                   |                             |                                         |
| 11 | 08.01.1993         | 28.05.1998        | Wakacje nad morzem          | Kūzo! Umi-no onsen ryokō                |
|    |                    |                   |                             |                                         |
| 12 | 15.01.1993         | 29.05.1998        | Nienawidzę tego faceta      | Namen-na yo! An’na yakko daikirai!      |
|    |                    |                   |                             |                                         |
| 13 | 22.01.1993         | 01.06.1998        | Szukamy domu dla kociąt     | Koneko, moratte itadakimasu             |
|    |                    |                   |                             |                                         |
| 14 | 29.01.1993         | 02.06.1998        | Nowy uczeń                  | Tenkōsei-wa nekogata ningen!?           |
|    |                    |                   |                             |                                         |
| 15 | 05.02.1993         | 03.06.1998        | Ucieczka Taro               | Iededa! Wasshoi!                        |
|    |                    |                   |                             |                                         |
| 16 | 12.02.1993         | 04.06.1998        | Walentynki                  | Tokimeki no Barentaindē!                |
|    |                    |                   |                             |                                         |
| 17 | 19.02.1993         | 05.06.1998        | Muzykalny kot               | Ore-wa, tensai ongaku neko!             |
|    |                    |                   |                             |                                         |
| 18 | 26.02.1993         | 08.06.1998        | Poszukiwania Brzoskwinira   | Kesshi-no daitsuiseki, Momoji-o sagase! |
|    |                    |                   |                             |                                         |
| 19 | 05.03.1993         | 09.06.1998        | Zakochani rywale            | Buttobase! Koi-no raibaru               |
|    |                    |                   |                             |                                         |
| 20 | 12.03.1993         | 10.06.1998        | Mikan idzie do szkoły       | Ōsawagi! Mikan gakkōheiku               |
|    |                    |                   |                             |                                         |
| 21 | 19.03.1993         | 11.06.1998        | Babcia nie znosi kotów      | Uchi-no bāsan neko girai!               |
|    |                    |                   |                             |                                         |
| 22 | 26.03.1993         | 12.06.1998        | Blues kota włóczęgi         | Namida, namida-no nora neko burūsu      |
|    |                    |                   |                             |                                         |
| 23 | 16.04.1993         | 15.06.1998        | Kłopoty domowe Toma         | Fūfu genka-wa neko-ga kuu?              |
|    |                    |                   |                             |                                         |
| 24 | 30.04.1993         | 16.06.1998        | Wielkie odchudzanie         | Yaseru omoi-no daietto sakusen!         |
|    |                    |                   |                             |                                         |
| 25 | 07.05.1993         | 17.06.1998        | Narodziny Mikana Juniora    | Mikan Junia korin go tōjō               |
|    |                    |                   |                             |                                         |
| 26 | 14.05.1993         | 18.06.1998        | Czy sekret Mikana się wyda? | Mikan pinchi! Himitsu-ga bareta?        |
|    |                    |                   |                             |                                         |
| 27 | 21.05.1993         | 19.06.1998        | Tatuś Mikan                 | Mikan-no papa-no Suparuta kyōiku        |
|    |                    |                   |                             |                                         |
| 28 | 28.05.1993         | 22.06.1998        | Koty pilnują domu           | Rusuban-wa neko-no temo karitai         |
|    |                    |                   |                             |                                         |
| 29 | 04.06.1993         | 23.06.1998        | Pechowe wąsy                | Higenashi-wa fukō-no hajimari?          |
|    |                    |                   |                             |                                         |
| 30 | 11.06.1993         | 24.06.1998        | Mama dostaje prawo jazdy    | Shāwase-wa kōfuku-no hajimari           |
|    |                    |                   |                             |                                         |
| 31 | 24.08.1993         | 25.06.1998        | Przenosiny do Ameryki       | Mikan, Amerika-e iku!                   |
|    |                    |                   |                             |                                         |
| S1 |                    |                   |                             | Mashumaroiro-no omoide                  |
|    |                    |                   |                             |                                         |
| S2 |                    |                   | Zasady bezpieczeństwa       | Mikan no kōtsū anzen                    |
|    |                    |                   |                             |                                         |

## Wersja polska
Premierowa polska emisja serialu Mikan - pomarańczowy kot rozpoczęła się 14 maja 1998 roku na antenie TVN w ramach bloku Bajkowe kino, w miejsce produkcji Szopy pracze. Anime było emitowane o godzinie 14:00 (emisja powtórkowa na następny dzień o 8:00). Finałowy odcinek został wyemitowany 25 czerwca 1998 roku, po czym serial został zastąpiony w bloku Bajkowe kino przez produkcję Kucyki i przyjaciele. Mikan - pomarańczowy kot został następnie powtórzony na antenie TVN w dniach 12 marca-5 kwietnia 1999 roku (emisja odcinków nr 15-31). Polski dubbing został przygotowany przez studio Master Film dla TVN.
Wersja polska: Master Film na zlecenie TVN
Reżyseria: Ewa Kania
Dialogi:
- Elżbieta Włodarczyk,
- Krystyna Kotecka (15 odcinków)

Dźwięk: Aleksandra Stępniewska
Montaż: Krzysztof Podolski
Teksty piosenek: Andrzej Brzeski
Opracowanie muzyczne: Eugeniusz Majchrzak
Kierownik produkcji: Agnieszka Wiśniowska
Wystąpili:
- Elżbieta Jędrzejewska – Mikan
- Paweł Iwanicki – Tom Kusanagi
- Elżbieta Bednarek –
  - Kikuko Kusanagi (matka Toma),
  - Morri (odc. 24)
- Artur Kaczmarski –
  - Tōjirō Kusanagi (ojciec Toma),
  - Kenzō

oraz:
- January Brunov –
  - Pan Hayashida,
  - Brzoskwiniro,
  - Sąsiad Dziadka (odc. 4),
  - Weterynarz (odc. 10, 19),
  - Policjant (odc. 29)
- Cezary Kwieciński – Taichi
- Sławomir Pacek –
  - Czarnołatek,
  - Szef kotów (odc. 11),
  - Pijany mężczyzna (odc. 29)
- Wojciech Paszkowski –
  - Korek,
  - Yukihiko,
  - Weterynarz (odc. 3, 26),
  - Sprzedawca jedzenia (odc. 4),
  - Sprzedawca warzyw (odc. 29)
- Agnieszka Kunikowska – Kyōko Tachibana (oprócz odc. 23)
- Jacek Kopczyński –
  - Dawid,
  - Karma,
  - Listonosz (odc. 10, 18),
  - Właściciel portfela (odc. 29)
- Beata Łuczak –  Shizuyo
- Andrzej Arciszewski –
  - Taizō Inagaki,
  - Sąsiad Dziadka (odc. 4)
- Iwona Rulewicz – Yayoi Sasamori
- Izabela Dąbrowska –
  - Jonatan,
  - Herbaciarka (odc. 27)
- Małgorzata Drozd – pani Yokota (odc. 3, 15, 26, 28-29)
- Tomasz Bednarek – Wysoki kolega Toma (odc. 3)
- Janusz Wituch – Ojciec Shizuyo (odc. 9)
- Robert Tondera –
  - Prowadzący loterię (odc. 10),
  - Recepcjonista (odc. 11)
- Joanna Orzeszkowska – Babcia (odc. 21-22)
- Brygida Turowska-Szymczak – Jerry (odc. 21-22)
- Małgorzata Puzio – Kirri (odc. 25, 27, 29, 31)
- Ewa Serwa – Sprzedawczyni kosmetyków (odc. 27)
- Ewa Kania – Matka Yoshiego (odc. 27)
- Włodzimierz Bednarski – Dżinn (odc. 29)

i inni
Piosenkę śpiewała: Joanna Pałucka